# Модель Харрода — Домара
Модель Харрода — Домара (англ. Harrod–Domar model) — кейнсианская модель экзогенного экономического роста, объясняющая рост экономики при условии постоянства предельной производительности капитала и нормы сбережений в долгосрочном периоде. Создана под влиянием теории «большого толчка». Стала основной моделью кейнсианства в вопросах экономического роста. В модели были впервые интегрированы эффекты мультипликатора и акселератора. Равновесие спроса и предложения в этой модели сохраняется только в случае равенства всех трёх темпов роста — гарантированного, естественного и фактического — и является неустойчивым, так как любое отклонение инвестиций от равновесного значения выводит систему из равновесия, а механизмов возврата в равновесное состояние не существует. Модель объединяет концепции Роя Харрода, изложенную в 1939 году, и Евсея Домара, изложенную в 1946 году. Последующая полемика и критика модели Харрода — Домара привела к созданию неоклассической модели экономического роста Солоу.

## История создания
В конце 1930-х многие экономисты пытались выяснить, почему освободившиеся после Первой мировой войны страны Восточной Европы не могут выйти на траекторию «самоподдерживающегося роста» и что нужно сделать для того, чтобы это произошло. Наиболее популярным объяснением сложившейся ситуации была концепция «большого толчка», предложенная Паулем Розенштейн-Роданом в 1943 году, основной идеей которой было осуществление индустриализации при помощи государственных инвестиций, средства для которых должны были аккумулироваться при помощи фискальной и кредитно-денежной политики. Эта концепция критиковалась многими экономистами-современниками, например, Саймон Кузнец отмечал, что в развитых странах стадия индустриализации и быстрого экономического роста не сопровождалась резким увеличением нормы сбережений и подобное описание подходит только для социалистической индустриализации. Тем не менее, популярность кейнсианских идей после Великой депрессии была велика, и подобная точка зрения стала мейнстримом, эту концепцию развивали Рагнар Нурксе, Харви Лейбенстайн, Альберт Хиршман, Ханс Зингер и другие. Кейнсианская модель рассматривала только депрессивную экономику в краткосрочном периоде. Чтобы отразить концепцию «большого толчка» в рамках кейнсианской теории, модель Кейнса необходимо было дополнить долгосрочным периодом.
В работе «Исследование по теории динамики», изданной в марте 1939 года в журнале The Economic Journal, Рой Харрод выделил основные факторы, влияющие на темпы экономического роста. После Второй мировой войны в 1948 году в книге «К теории экономической динамики» были опубликованы лекции Харрода, прочитанные в 1946—1947 годах в Лондонском университете, где эти факторы рассматривались более подробно. Позже, в 1973 году, была опубликована книга «Теория экономической динамики», содержавшая целостное изложение концепции Харрода, где ряд понятий были дополнены более чёткими определениями.
Евсей Домар в 1941—1942 годах после переосмысления идеи, изложенной книге Элвина Хансена «Фискальная политика и деловые циклы» (1941), о том, что постоянный поток инвестиций приводит к постоянному уровню национального дохода, предложил концепцию, заключающуюся в том, что инвестиционный поток определяет не уровень национального дохода, а темпы его роста, впервые изложенную в статье «Долговое бремя и национальный доход», изданной в журнале The American Economic Review в декабре 1944 года. Затем в статье «Расширение капитала, темпов роста и занятости», изданной в журнале Econometrica в апреле 1946 года, Домар изложил математическую модель, основанную на этой концепции. В этих статьях темп роста национального дохода фигурирует не как предмет анализа, а как один из инструментов исследования экономических проблем (таких как безработица и инфляция), более подробно концепция Домара была изложена в книге «Исследования по теории экономического роста», изданной в 1957 году.
В 1956 году Роберт Солоу в статье «Вклад в теорию экономического роста», изданной в журнале The Quarterly Journal of Economics, объединил подходы Харрода и Домара в рамках одной модели, которую он назвал моделью Харрода — Домара.

## Описание модели

### Базовые предпосылки модели
В модели рассматривается закрытая экономика. Фирмы максимизируют свою прибыль и функционируют в условиях совершенной конкуренции. Производится только один продукт {\displaystyle Y}, используемый, как для потребления {\displaystyle C}, так и для инвестиций {\displaystyle I}. Темпы роста населения {\displaystyle n} и производительности труда {\displaystyle \delta } экзогенны и постоянны. Предложение труда {\displaystyle L} избыточно. Уровень цен {\displaystyle P} в экономике постоянен. Норма сбережений {\displaystyle s} задаётся экзогенно и постоянна. Фискальная политика (государственные расходы и налоги) в модели отсутствует. Время {\displaystyle t} изменяется дискретно. Инвестиционный лаг равен нулю.
Предпосылка о закрытой экономике означает, что произведённый продукт тратится на инвестиции и потребление, экспорт/импорт отсутствуют, сбережения равны инвестициям ({\displaystyle c} — норма потребления): {\displaystyle S=I=sY=\Delta K}, {\displaystyle C=cY}, {\displaystyle Y=C+I}, {\displaystyle c+s=1}.
В базовой версии модели население и производительность труда считаются постоянными ({\displaystyle n=0}, {\displaystyle \delta =0}).
Производственная функция {\displaystyle Y(K,L)} описывается функцией Леонтьева: {\displaystyle Y(K,L)=\min {\biggl (}{\frac {K}{a}};{\frac {L}{b}}{\biggr )}}. Поскольку предложение труда {\displaystyle L} избыточно, фактически, выпуск зависит только от одного параметра — капитала {\displaystyle K}, а отношение капитала к объёму выпуска {\displaystyle Y}, называемое капиталоемкостью, постоянно: {\displaystyle {\frac {K}{Y}}={\frac {\Delta K}{\Delta Y}}=a=const}.

### Равновесные темпы экономического роста
Прирост совокупного спроса зависит от размера инвестиций, которые равны сбережениям:
{\displaystyle \Delta Y_{t}=m\Delta Y_{t-1}={\frac {1}{1-c}}\Delta Y_{t-1}={\frac {1}{s}}\Delta I_{t-1}},
где {\displaystyle m} — кейнсианский мультипликатор (мультипликатор расходов).
Поскольку прирост предложения, фактически, зависит только от капитала, то можно записать его в следующем виде:
{\displaystyle \Delta Y_{t}={\frac {\Delta K_{t-1}}{a}}={\frac {I_{t-1}}{a}}}
Откуда получаем темп прироста инвестиций при условии равенства спроса и предложения:
{\displaystyle {\frac {\Delta I_{t-1}}{I_{t-1}}}={\frac {s}{a}}}.
Поскольку норма сбережений {\displaystyle s} постоянна, то равновесный темп роста выпуска (при котором совокупный спрос равен совокупному предложению) равен:
{\displaystyle {\frac {\Delta Y}{Y}}={\frac {\Delta I}{I}}={\frac {s}{a}}}.
Это соотношение было названо Харродом «гарантированным темпом роста», оно соответствует темпу роста при полной загрузке производственных мощностей. Если фактический темп роста отличается от гарантированного, то это значит, что система отдаляется от равновесия. Понятие «гарантированного темпа роста» не тождественно понятию «естественного темпа роста», поскольку последнее предполагает полную занятость, а первое — нет. Если гарантированный темп роста выше естественного, то это значит, что фактический темп роста будет ниже гарантированного. А это, в свою очередь, означает, что фактический спрос будет ниже ожиданий фирм, следовательно, они будут сокращать инвестиции, и наступит депрессия. Если гарантированный темп роста ниже естественного, то фактический темп роста будет выше гарантированного. А это означает, что фактический спрос будет выше ожиданий фирм, они будут наращивать инвестиции и наступит экономический бум. Только в случае равенства всех трёх темпов роста (гарантированного, естественного и фактического) в экономике сохраняется равновесие спроса и предложения. Поскольку любое отклонение инвестиций от равновесного значения выводит систему из равновесия, динамическое равновесие в модели неустойчиво, а механизмов возврата в равновесное состояние не существует, модель Харрода — Домара называют моделью «на острие ножа».
С учётом межстрановой (или межрегиональной) торговли уравнение для инвестиций примет вид:
{\displaystyle I=\Delta K=S+NX},
где {\displaystyle NX} — чистый экспорт (разница между экспортом и импортом) страны или региона.
В этом случае равновесный темп роста будет равен:
{\displaystyle {\frac {\Delta Y}{Y}}={\frac {\Delta I+\Delta NX}{I+NX}}={\frac {s+nx}{a}}},
где {\displaystyle nx={\frac {NX}{Y}}} — отношение чистого экспорта к выпуску (может быть отрицательным, если импорт превышает экспорт).

### Эффекты мультипликатора и акселератора

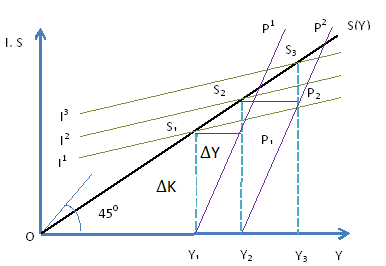
Модель Харрода — Домара, графическая интерпретация эффектов мультипликатора и акселератора

Графически действие эффекта акселератора показано на иллюстрации. При равновесном росте плановые сбережения равны плановым инвестициям, загрузка созданных производственных мощностей полная, и спрос и предложение растут на {\displaystyle {\frac {I}{a}}}, а инвестиции растут на {\displaystyle {\frac {s}{a}}} процентов в следующем периоде. Равновесный уровень выпуска {\displaystyle Y} расположен на пересечении функции сбережения {\displaystyle S(Y)} и функции инвестиции {\displaystyle I=f(\Delta Y)}. Предельная производительность капитала равна: {\displaystyle {\frac {\partial Y}{\partial K}}={\frac {1}{a}}}. Функция инвестиций {\displaystyle I={\frac {\Delta K}{\Delta Y}}=a} — постоянна, её коэффициент наклона равен величине, обратной предельной производительности капитала. {\displaystyle Y_{1}} — первоначальный доход при полной загрузки мощностей, влечёт поток инвестиций {\displaystyle S_{1}=sY_{1}=\Delta K_{1}}, благодаря которым вырастают мощности на {\displaystyle S_{1}=I_{1}=\Delta K_{2}=sY_{1}}, и совокупный выпуск растёт до уровня {\displaystyle Y_{2}}, {\displaystyle Y_{2}>Y_{1}}, {\displaystyle Y_{2}-Y_{1}=\Delta Y_{2}={\frac {\Delta K_{2}}{a}}={\frac {s}{a}}Y_{1}}. В следующем периоде инвестиций растут с {\displaystyle I_{1}} до {\displaystyle I_{2}}, к росту производственных мощностей на {\displaystyle S_{2}=I_{2}=\Delta K_{3}=sY_{2}}, и совокупный выпуск растёт до уровня {\displaystyle Y_{3}}, {\displaystyle Y_{3}>Y_{2}>Y_{1}}, {\displaystyle Y_{3}-Y_{2}=\Delta Y_{3}={\frac {\Delta K_{3}}{a}}={\frac {s}{a}}Y_{2}}. Эффект акселератора заключается в том, что валовый прирост выпуска каждого следующего года больше, чем предыдущего ({\displaystyle \Delta Y_{3}>\Delta Y_{2}}), и совокупные выпуск, спрос, инвестиции и сбережения растут экспоненциально.
Акселератор равен величине, обратной предельной производительности капитала: {\displaystyle \nu =a}.
Кейнсианский мультипликатор {\displaystyle m}, обратный предельной склонности к сбережению {\displaystyle s} (обратный наклону функции {\displaystyle S(Y)}), равный {\displaystyle m={\frac {\Delta Y}{\Delta I}}={\frac {1}{s}}}, показывает величину смещения функции инвестиций {\displaystyle I} от уровня {\displaystyle I_{1}} до {\displaystyle I_{2}} (а затем от {\displaystyle I_{2}} до {\displaystyle I_{3}} и так далее), которое приводит к дополнительному выпуску {\displaystyle \Delta Y_{2}}, порождая дополнительные сбережения. А акселератор показывает, как эти дополнительные сбережения превращаются в дополнительные инвестиции, обеспечивая равенство плановых сбережений и плановых инвестиций как условие равновесия. В модели предельная склонность к сбережению, предельная производительность капитала, и, соответственно, кейнсианский мультипликатор и акселератор — константы.

## Преимущества, недостатки и дальнейшее развитие модели
Объединённая модель Харрода — Доммара стала основной моделью и «теоретическим оружием» кейнсианства в вопросах экономического роста.
В модели Фельдмана — Махаланобиса используются идентичные модели Харрода — Домара предпосылки с тем исключением, что экономика разделена на 2 сектора: производство потребительских и инвестиционных товаров. Повышение темпов роста в ней достигается за счёт перераспределения капитала из сектора потребительских товаров в сектор инвестиционных товаров, что по сути эквивалентно повышению нормы сбережения в модели Харрода — Домара. Таким образом, в вопросах источников экономического роста, взгляды кейнсианцев и марксистов очень близки.
Дальнейшим развитием этих двух моделей стала модель Калдора, в которой применяются разные нормы сбережения для доходов от труда и капитала.
Поскольку модель появилась под влиянием теории «большого толчка», предполагавшей концентрацию средств для индустриализации при помощи государственной политики, в модели не делается различия между государственными и частными расходами и инвестициями. Например, Харви Лейбенстайн полагал, что государству при помощи налогов необходимо аккумулировать не менее 12—15 % ВВП в качестве «минимального критического усилия», которые необходимо направить на индустриализацию экономики, чтобы запустить механизм «самоподдерживающегося роста». Эта теория очень импонировала элитам стран «третьего мира», поскольку при осуществлении такой индустриализации неизбежно возникала бюрократическая прослойка, имеющая контроль над очень значительными средствами. Попытки практической реализации этой концепции в развивающихся странах Азии и Африки натолкнулись на слабые возможности фискальной политики по пополнению бюджета ввиду крайне невысоких доходов населения. Потому эти страны начали прибегать к внешним заимствованиям. Это привело к резкому росту их внешнего долга: с 1976 по 1996 год он увеличился в 4 раза, но существенного увеличения ВВП на душу населения в этих странах так и не произошло.
Один из наиболее существенных недостатков модели заключается в том, что она не предполагает, что государственные инвестиции могут вытеснять частные. Уильям Истерли использовал её для анализа последствий международной помощи развивающимся странам. Модель предполагает, что при получении дополнительного капитала страна в следующем периоде должна увеличивать объём внутренних инвестиций, причём увеличение происходит с эффектом мультипликатора: 1 единица помощи в текущем периоде должна должна приводить к увеличению внутренних инвестиций более чем на 1 единицу в следующем периоде. В итоге из 88 стран этот вывод верен лишь для 6, а в 53 случаях зависимость между размером помощи и внутренними инвестициями вообще оказалась отрицательной, иными словами, в этих странах международная помощь вытесняет внутренние инвестиции. Наиболее ярким противоречие выводов модели и фактов получилось для Замбии: по модели размер её ВВП на душу населения к 1997 должен был бы превысить 20 000 долларов США, хотя реально он составлял менее 500 долларов. Исходя из этих результатов, Истерли делает вывод о несостоятельности модели на теоретическом и практическом уровне.
Также недостатком является и отсутствие внешней торговли, перетока рабочей силы (в модели она всегда предполагается избыточной) и возможности конвергенции как между странами, так и между регионами одной страны. Следствием этого является неустойчивость равновесия модели. Соответственно, модель не объясняет тот факт, что в случае нарушения равновесия между сбережениями и инвестициями возникают потоки рабочей силы и капиталов, приводящие к восстановлению равновесия (капитал и рабочая сила стремятся туда, где присутствует их недостаток, а цена факторов — процентный доход и заработная плата — относительно высоки). Нереалистично также и отсутствие взаимозаменяемости капитала и труда в долгосрочном периоде, присутствующее в модели в результате использования производственной функции Леонтьева. Экзогенность и неизменяемость нормы сбережения {\displaystyle s}, заменяющей подробное рассмотрение поведение потребителей, хотя и свойственна и другим, более поздним моделям (например, модели Солоу), тоже является недостатком. Институциональные факторы также не учитываются.
Как модель в целом, так и её отдельные части, модель Харрода и модель Домара, до сих пор используется исследователями. Роберт Барро и Хавьер Сала-и-Мартин отмечали, что хотя в своё время работы Харрода и Домара послужили хорошей базой для дальнейших исследований, после начала XXI века они оказывают лишь незначительное влияние на современные исследования. Представляющие собой противоположные подходы к трактовке источников экономического роста кейнсианской и новой классической школ, в 1970-х годы работы Харрода и Солоу цитировались с почти одинаковой частотой, но уже в начале 2000-х гг. работа Солоу цитировалась в 10 раз чаще работы Харрода, а Евсей Домар в 1974 году в лекции в Филиппинском университете отмечал, что «простые модели более непопулярны, их заменили математические упражнения по поиску условий равновесия и стабильности».